# 大野市和泉中学校
大野市和泉中学校（おおのし いずみちゅうがっこう）は、福井県大野市朝日にあった公立中学校。

## 概要
1947年（昭和22年）、朝日小学に併設して下穴馬村立朝日中学校が開校。その後、和泉村発足により和泉村立朝日中学校と改称、2005年に大野市と合併により、大野市和泉中学校と改称する。大野市和泉小学校と併設している。九頭竜川の上流域にあり、豪雪地帯である和泉地区には、九頭竜スキー場・福井和泉スキー場・クロスカントリーコースがある。校舎は国道158号・九頭竜川に沿った集落にあり、付近の標高は約420メートル。
近年の生徒数減少に伴う小中学校再編計画があり、2021年現在の5中学校を2024年度を統合目標として2校にする学校再編計画見直しを大野市小中学校再編検討委員会が市教育委員会に提出。

## 沿革
- 1889年（明治22年） - 町制実施に伴い、上穴馬村（かみあなま）、下穴馬村（しもあなま）が設置される
- 1947年（昭和22年） - 新学制の発足により朝日小学校に併設して、下穴馬村立朝日中学校が開校
- 1953年（昭和28年） - 新築移転
- 1956年（昭和31年）9月30日 -  下穴馬村・上穴馬村が合併して和泉村が発足、和泉村立朝日中学校に改称
- 1963年（昭和38年） - 校歌制定
- 1964年（昭和39年） - 講堂改築鉄筋建て
- 1966年（昭和41年）8月 - 鉄筋3階建て新棟舎完成
- 1984年（昭和59年）4月 - 朝日中学校・大納中学校を統廃合し、和泉村立和泉中学校が開校
- 1988年（昭和63年）3月 - 鉄筋2階建て新校舎完成
- 2005年（平成17年）11月7日 - 大野市に編入により、大野市和泉中学校に改称
- 2006年（平成18年） - 鉄筋3階建て新校舎竣工、和泉小学校が移転して併設校[2]
- 2024年（令和6年） - 大野市の小中学校再編検討を経て市立中学校の5校→2校化を実施。陽明中学校・尚徳中学校・和泉中学校を廃し大野市陽明中学校（新）を開校。旧和泉中学校校地は和泉小学校の単独使用となる。

## 通学区域
- 角野、下大納、上大納、下山、板倉、朝日、川合、貝皿、ぶなの木台、後野、前坂[3]

## 進学前小学校
- 大野市和泉小学校[3]

## 校区内の主な施設
- 九頭竜湖駅
- 越前下山駅
- 大野市和泉地域交流センター
- 穴馬民俗館・笛資料館
- 和泉郷土資料館
- 下穴馬郵便局

## 交通
- JR西日本越美北線（九頭竜線）九頭竜湖駅から徒歩約5分

## 出身者
- 清水国明 - （あのねのね）